# Oh Kyo-Moon
Oh Kyo-Moon (n. 2 martie 1972) este un arcaș ce a reprezentat Coreea de Sud, medaliat olimpic. A participat la 2 ediții ale Jocurilor Olimpice (1996, 2000) în care a câștigat o medalie de aur, o medalie de argint și o medalie de bronz.